# SuperDraft de la MLS 2017
EL SuperDraft de 2017 fue el 18º evento de este tipo para la Major League Soccer, el mismo se llevó a cabo en Los Ángeles, California. Consistió de cuatro rondas.

## Primera Ronda
|  | Miembro de Generación Adidas |

| N.º | Jugador               | Equipo de la MLS                                         | Universidad/Proyecto/Club                        | Posición       | Imagen |
| --- | --------------------- | -------------------------------------------------------- | ------------------------------------------------ | -------------- | ------ |
| 1   | Abu Danladi           | Minnesota United FC                                      | Universidad de California en Los Ángeles         | Delantero      |        |
| 2   | Miles Robinson        | Atlanta United                                           | Universidad de Siracusa                          | Defensa        |        |
| 3   | Jonathan Lewis        | New York City (desde Chicago Fire)                       | Universidad de Akron                             | Delantero      |        |
| 4   | Jeremy Ebobisse       | Portland Timbers (desde Houston Dynamo)                  | Universidad Duke                                 | Delantero      |        |
| 5   | Lalas Abubakar        | Columbus Crew                                            | Universidad de Dayton                            | Defensa        |        |
| 6   | Jackson Yueill        | San Jose Earthquakes                                     | Universidad de California en Los Ángeles         | Centrocampista |        |
| 7   | Jakob Nerwinski       | Vancouver Whitecaps                                      | Universidad de Conneccticut                      | Defensa        |        |
| 8   | Julian Gressel        | Atlanta United (desde Orlando City)                      | Providence College                               | Centrocampista |        |
| 9   | Niko Hansen           | Columbus Crew (desde New England Revolution)             | Universidad de Nuevo México                      | Delantero      |        |
| 10  | Joe Holland           | Houston Dynamo (desde Portland Timbers)                  | Universidad Hofstra                              | Centrocampista |        |
| 11  | Daniel Gibson Johnson | Chicago Fire (desde Philadelphia Union)                  | Universidad de Louisville                        | Centrocampista |        |
| 12  | Chris Odoi-Atsem      | D.C. United                                              | Universidad de Maryland                          | Defensa        |        |
| 13  | Reagan Dunk           | Real Salt Lake                                           | Universidad de Denver                            | Defensa        |        |
| 14  | Colton Storm          | Sporting Kansas City                                     | Universidad de Carolina del Norte en Chapel Hill | Defensa        |        |
| 15  | Sam Hamilton          | Colorado Rapids (desde Los Angeles Galaxy)               | Universidad de Denver                            | Centrocampista |        |
| 16  | Kwame Awuah           | New York City (desde New York City vía Seattle Sounders) | Universidad de Connecticut                       | Centrocampista |        |
| 17  | Zeiko Lewis           | New York Red Bulls                                       | Boston College                                   | Centrocampista |        |
| 18  | Jacori Hayes          | FC Dallas                                                | Universidad de Wake Forest                       | Centrocampista |        |
| 19  | Nick DePuy            | Montreal Impact                                          | Universidad de California en Santa Bárbara       | Delantero      |        |
| 20  | Brian Wright          | New England Revolution (desde Colorado Rapids)           | Universidad de Vermont                           | Delantero      |        |
| 21  | Brandon Aubrey        | Toronto FC                                               | Universidad de Notre Dame                        | Defensa        |        |
| 22  | Brian Nana-Sinkam     | Seattle Sounders                                         | Universidad Stanford                             | Defensa        |        |

## Segunda Ronda
|  | Miembro de Generación Adidas |

| N.º | Jugador            | Equipo de la MLS                                                      | Universidad/Proyecto/Club                        | Posición       | Imagen |
| --- | ------------------ | --------------------------------------------------------------------- | ------------------------------------------------ | -------------- | ------ |
| 23  | Alec Ferrell       | Minnesota United FC                                                   | Universidad de Wake Forest                       | Portero        |        |
| 24  | Liam Callahan      | Colorado Rapids (desde Atlanta United)                                | Universidad de Siracusa                          | Defensa        |        |
| 25  | Marcus Epps        | Philadelphia Union (desde Chicago Fire vía Minnesota United FC)       | Universidad del Sur de Florida                   | Delantero      |        |
| 26  | Stefan Cleveland   | Chicago Fire (desde Houston Dynamo vía Toronto FC)                    | Universidad de Louisville                        | Portero        |        |
| 27  | Guillermo Delgado  | Chicago Fire (desde Columbus Crew vía Montreal Impact vía Toronto FC) | Universidad de Delaware                          | Delantero      |        |
| 28  | Lindo Mfeka        | San Jose Earthquakes                                                  | Universidad del Sur de Florida                   | Centrocampista |        |
| 29  | Francis de Vries   | Vancouver Whitecaps                                                   | Universidad Saint Francis                        | Defensa        |        |
| 30  | Jake McGuire       | Houston Dynamo (desde Orlando City)                                   | Universidad de Tulsa                             | Portero        |        |
| 31  | Napo Matsoso       | New England Revolution                                                | Universidad de Kentucky                          | Centrocampista |        |
| 32  | Michael Amick      | Portland Timbers                                                      | Universidad de California en Los Ángeles         | Defensa        |        |
| 33  | Aaron Jones        | Philadelphia Union                                                    | Universidad Clemson                              | Defensa        |        |
| 34  | Eric Klenofsky     | D.C. United                                                           | Universidad de Monmouth                          | Portero        |        |
| 35  | Justin Schmidt     | Real Salt Lake                                                        | Universidad de Washington                        | Defensa        |        |
| 36  | Danilo Radjen      | Houston Dynamo (desde Sporting Kansas City)                           | Universidad de Akron                             | Defensa        |        |
| 37  | Walker Hume        | FC Dallas (desde Los Angeles Galaxy)                                  | Universidad de Carolina del Norte en Chapel Hill | Defensa        |        |
| 38  | Jalen Brown        | New York City                                                         | Universidad Xavier                               | Delantero      |        |
| 39  | Ethan Kutler       | New York Red Bulls                                                    | Universidad Colgate                              | Delantero      |        |
| 40  | Adonijah Reid      | FC Dallas                                                             | Generación Adidas                                | Delantero      |        |
| 41  | Shamit Shome       | Montreal Impact                                                       | FC Edmonton                                      | Centrocampista |        |
| 42  | Thomas de Villardi | Minnesota United FC (desde Colorado Rapids vía Philadelphia Union)    | Universidad de Delaware                          | Defensa        |        |
| 43  | Jo Vetle Rimstad   | D.C. United (desde Toronto FC vía Portland Timbers)                   | Universidad de Radford                           | Defensa        |        |
| 44  | Dominic Oduro      | Seattle Sounders                                                      | FC Nordsjælland                                  | Defensa        |        |

## Tercera Ronda
|  | Miembro de Generación Adidas |

| N.º | Jugador                | Equipo de la MLS                                                            | Universidad/Proyecto/Club                       | Posición       | Imagen |
| --- | ---------------------- | --------------------------------------------------------------------------- | ----------------------------------------------- | -------------- | ------ |
| 45  | Jaime Siaj             | Colorado Rapids (desde Minnesota United FC)                                 | Universidad Pfeiffer                            | Delantero      |        |
| 46  | Andrew Wheeler-Omiunu  | Atlanta United                                                              | Universidad de Harvard                          | Centrocampista |        |
| 47  | Brandt Bronico         | Chicago Fire                                                                | Universidad de Carolina del Norte en Charlotte  | Centrocampista |        |
| 48  | Andrew Putna           | Real Salt Lake (desde Houston Dynamo)                                       | Universidad de Illinois en Chicago              | Portero        |        |
| 49  | Connor Maloney         | Columbus Crew                                                               | Universidad Estatal de Pensilvania              | Delantero      |        |
| 50  | Christian Thierjung    | San Jose Earthquakes                                                        | Universidad de California en Berkeley           | Delantero      |        |
| 51  | Jorge Gómez Sánchez    | Vancouver Whitecaps                                                         | Universidad del Temple                          | Centrocampista |        |
| 52  | Robert Moewes          | Toronto FC (desde Orlando City)                                             | Universidad Duke                                | Portero        |        |
| 53  | Austin Ledbetter       | FC Dallas (desde New England Revolution)                                    | Universidad del Sur de Illinois en Edwardsville | Defensa        |        |
| 54  | Chris Wingate          | New York City (desde Portland Timbers)                                      | Universidad de Nuevo Hampshire                  | Centrocampista |        |
| 55  | Chris Nanco            | Philadelphia Union                                                          | Universidad de Siracusa                         | Delantero      |        |
| 56  | Doug Goodman           | Seattle Sounders (desde D.C. United)                                        | Universidad de Georgetown                       | Centrocampista |        |
| 57  | David Greczek          | Sporting Kansas City                                                        | Universidad Rutgers                             | Portero        |        |
| 58  | Dakota Barnathan       | FC Dallas (desde Los Angeles Galaxy)                                        | Universidad de la Mancomunidad de Virginia      | Centrocampista |        |
| 59  | Michael DeGraffenriedt | New York City                                                               | Universidad de Louisville                       | Defensa        |        |
| 60  | Jordan Scarlett        | New York Red Bulls                                                          | Iona College                                    | Defensa        |        |
| 61  | Wuilito Fernandes      | FC Dallas                                                                   | Universidad de Massachusetts Lowell             | Delantero      |        |
| 62  | Danny Deakin           | Orlando City (desde Colorado Rapids vía D.C. United vía New York Red Bulls) | Universidad de Carolina del Sur                 | Centrocampista |        |
| 63  | Øyvind Alseth          | Toronto FC                                                                  | Universidad de Siracusa                         | Centrocampista |        |
| 64  | Jake Stovall           | Seattle Sounders                                                            | Universidad Estatal Wright                      | Defensa        |        |

## Cuarta Ronda
|  | Miembro de Generación Adidas |

| N.º | Jugador             | Equipo de la MLS                              | Universidad/Proyecto/Club                               | Posición       | Imagen |
| --- | ------------------- | --------------------------------------------- | ------------------------------------------------------- | -------------- | ------ |
| 65  | Tanner Thompson     | Minnesota United FC                           | Universidad de Indiana Bloomington                      | Centrocampista |        |
| 66  | Alex Kapp           | Atlanta United                                | Universidad Creighton                                   | Portero        |        |
| 67  | Matej Dekovic       | Chicago Fire                                  | Universidad de Carolina del Norte en Charlotte          | Defensa        |        |
| 68  | Robby Sagel         | Houston Dynamo                                | Universidad Estatal de Pensilvania                      | Defensa        |        |
| 69  | Logan Ketterer      | Columbus Crew                                 | Universidad de Bradley                                  | Portero        |        |
| 70  | Auden Schilder      | San Jose Earthquakes                          | Universidad de Washington                               | Portero        |        |
| 71  | Nazeem Bartman      | Vancouver Whitecaps                           | Universidad del Sur de Florida                          | Delantero      |        |
| 72  | Joshua Smith        | New England Revolution                        | Universidad de San Francisco                            | Defensa        |        |
| 73  | Russell Cicerone    | Portland Timbers                              | Universidad de Búfalo                                   | Centrocampista |        |
| 74  | Jack Elliott        | Philadelphia Union                            | Universidad de Virginia Occidental                      | Defensa        |        |
| 75  | Romilio Hernández   | Portland Timbers (desde Sporting Kansas City) | Universidad de Louisville                               | Centrocampista |        |
| 76  | Santi Moar          | Philadelphia Union (desde New York City)      | Universidad Pfeiffer                                    | Delantero      |        |
| 77  | Lars Eckenrode      | Toronto FC (desde New York Red Bulls)         | Universidad de Míchigan                                 | Defensa        |        |
| 78  | Marco Carrizales    | FC Dallas                                     | Universidad Furman                                      | Centrocampista |        |
| 79  | Peguy Ngatcha       | Colorado Rapids                               | Universidad Estatal Wright                              | Delantero      |        |
| 80  | Juan Pablo Saavedra | Toronto FC                                    | Instituto Politécnico y Universidad Estatal de Virginia | Defensa        |        |
| 81  | Kyle Bjornethun     | Seattle Sounders                              | Universidad de Seattle                                  | Defensa        |        |

## Selecciones por Posición
| Ronda   | Portero | Defensa | Mediocampista | Delantero | Totales |
| ------- | ------- | ------- | ------------- | --------- | ------- |
| Primera | 0       | 8       | 8             | 6         | 22      |
| Segunda | 4       | 10      | 3             | 5         | 22      |
| Tercera | 3       | 4       | 8             | 5         | 20      |
| Cuarta  | 3       | 7       | 4             | 3         | 17      |
| Totales | 10      | 29      | 23            | 19        | 81      |